# Бежанијска улица (Земун)
| Бежанијска улица | Бежанијска улица                                                 |
| ---------------- | ---------------------------------------------------------------- |
|                  |                                                                  |
| Општина          | Земун                                                            |
| Почетак          | Улица Главна (Земун)                                             |
| Крај             | Ивићева (Земун)                                                  |
| Дужина           | 532 m                                                            |
| Ширина           | 10 m                                                             |
| Створена         | 1793. године                                                     |
| Названа          | Бежанијска                                                       |
| Стари називи     | Др Анте Павелића (део), 1941−1942 Десетог травња(део), 1942−1944 |
|                  |                                                                  |
|                  |                                                                  |
|                  |                                                                  |

Бежанијска улица је улица у Земуну. Простире се од Главне улице у Земуну до раскршћа Ивићеве, Угриновачке и Вртларске улице. Име је добила по оближњем насељу Бежанија.

## Историјат
Бежанијска улица је једна од најстаријих улица у Земуну. Трасирана је још за време античког Таурунума, а данашњи изглед улице потиче из 18. века.  Име Бежанијска носи од 1793. године.
Одувек је важила за једну од главних градских саобраћајница. Завршавала се Бежанијском капијом, једном од главних у некадашњим бедемима града. Када су утврде срушене, средином седамдесетих година прошлог века, на њу је настављена Улица Тошин бунар. 
Међу многим вредним здањима у овој улици, међу најстаријим сачуваним је Ичкова кућа. Уз њу се још издвајају и Кућа апотекара Штрајма, Харастијева кућа из 1904, кућа доктора Шена из 1927. године и зграда Српског дома из 1909. године.
Између два рата Бежанијска улица је била важно трговачко средиште са мноштвом занатлијских радњи. Овде је отворена прва робна кућа у граду. Посебну драж улици су давале бројне, надалеко познате кафане и ресторани. Од свих је најчувенија Златна круна, ресторан са лепом баштом, сопственом кугланом и изванредном народном кухињом. 
Данашњи архитектонски изглед Бежанајске улице незнатно је измењен у односу на предратни период. То је и даље важна саобраћајница, која је задржала и привредни значај. И данас је у њој доста занатлијских и трговачких радњи.

## Бр. 16
Кућа апотекара Штрајма налази се на углу Бежанијске и Светосавске улице. Саграђена  је 1906. године. Пројектовао ју је архитекта Фрањо Јенч. Све до 1944. године када је побегао из Земуна, у овој кући је живео њен власник Хинко Штрајм, апотекар немачког порекла. Зграда је пројектована у стилу сецесије. Угаони део фасаде истакнут је улазним порталом, еркером и кубетом на спрату.

## Бр. 18
Ичкова кућа налази се на углу Бежанијске и Светосавске улице. Једноспратница, подигнута је 1793. године у време прелаза барока у класицизам. Некада је имала гостионицу са преноћиштем за људе, коње и запреге. У њој 1802−03. је боравио чувени трговац и дипломата Петар Ичко, који је после увођења дахијске управе пребегао у аустријски погранични Земун. Од 1802. године је једна од значајних личности у припремању Првог српског устанка 1804, и српски дипломатски представник у преговорима о миру с Портом 1806. године (Ичков мир). Почетком XIX века у приземљу се налазила кафана „Код краљевића Марка". Зграда је обновљена 1991. године. 

## Галерија
- Харастијева кућа
- Кућа апотекара Штрајма
- Ичкова кућа